# HRS Real Estate AG
Die HRS Real Estate AG (bis März 2009 HRS Hauser Rutishauser Suter AG) ist eine inhabergeführte Schweizer Immobiliendienstleisterin mit Sitz in Frauenfeld und weiteren vierzehn Standorten in der Schweiz und im Fürstentum Liechtenstein. HRS beschäftigt über 400 Mitarbeitende. 2018 hat das Unternehmen einen Umsatz von 1,3 Milliarden Schweizer Franken erwirtschaftet.
Zu den wichtigsten Bauten zählen «The Circle» beim Flughafen Zürich in Kloten, das Polizei- und Justizzentrum Zürich (PJZ), der Kybunpark in St. Gallen, das Tamedia-Gebäude in Zürich, der Ceres Tower in Pratteln, das Saurer WerkZwei in Arbon, der Neubau der Messe Basel, der Hauptsitz der PostFinance in Bern, die Tissot Arena in Biel, das Swiss Tech Convention Center der EPFL (École polytechnique fédérale) in Lausanne, das Museum Chaplin’s World in Corsier-sur-Vevey sowie weitere Bauten.